# El Hizjra-Literatuurprijs
De El Hizjra-Literatuurprijs is een Nederlandse literatuurprijs, toegekend door de stichting El Hizjra, die zich sinds 1987 vanuit Amsterdam inzet voor het cultureel erfgoed van migranten uit de verschillende Arabische gebieden.
Sinds 1992 organiseert El Hizjra jaarlijks een landelijke literaire schrijfwedstrijd voor Arabische en Berberse Nederlanders. Deze wedstrijd, uniek in Europa, heeft tot doel iedereen van  (deels) Arabische afkomst, jong en oud, ervaren en onervaren, aan te moedigen gedichten en korte verhalen te schrijven. Toch doen elk jaar schrijvers mee met een andere achtergrond. Ook hun werk wordt zonder onderscheid door de jury beoordeeld en als daar reden voor is, bekroond. Zo wonnen in eerdere jaren Mustapha Kör en Hava Güveli, beiden van Turkse afkomst. De eerste debuteerde in 2007 met De Lammeren.
Deelnemers kunnen in een open competitie nieuw, nog niet gepubliceerd werk voor nominatie voorleggen. Het thema is vrij. Het werk mag in het Nederlands, Arabisch en Tamazight zijn geschreven, maar moet beslist zelf bedacht zijn. Deelnemers kunnen proza, poëzie, toneelteksten, essays en columns insturen.
Een deskundige en onafhankelijke jury beoordeelt het werk op artistieke kwaliteit en let daarbij op originaliteit, zeggingskracht en taalgebruik. De deelnemers zijn ondergebracht in leeftijdsklassen. Jaarlijks worden gemiddeld tien auteurs bekroond. De wedstrijd wordt afgesloten met de uitreiking van de El Hizjra-Literatuurprijs, waarbij de winnaars hun werk voordragen.
De El Hizjra-Literatuurprijs bestaat uit een geldbedrag van maximaal 350 euro, een masterclass schrijven en publicatie van de bekroonde verhalen en gedichten in een bundel.
Bijna jaarlijks breken auteurs door in het literaire circuit. De bekendsten zijn Abdelkader Benali, Mohammed Benzakour,  Rachid Novaire, Khalid Boudou, Said El Haji, Mustafa Stitou, Hassan Bahara, Al Galidi, Julien Ignacio en Fadoua Bouali.

## Winnaars

### 2024[4]
- proza: Mehmet Küçükaycan
- poëzie: NourelHouda Kassi

### 2023
- proza: Mina Yasien
- poëzie: Rachad Debdoubi

### 2022[5]
- proza: Alara Adilow
- poëzie: Karim Ellouta

### 2021[6]
- proza: Monique Hendriks
- poëzie: Maxine Palit

### 2020
- proza: Ramy El-Dardiry
- poëzie: Hind Eljadid

### 2019
- proza: Morraya Benhammou met Een ode aan Oma(r)
- poëzie: Sholeh Rezazadeh

### 2018
- proza: Amro Kasr met Whatup Sisyphus
- poëzie: Maureen Ghazal met Nu er een lijn ligt die overal doorheen

### 2017
- proza: Hanan Faour met Kippen vliegen niet
- poëzie: Neusa Gomes met Oorlog 'n held

### 2016
- proza: Rashif El Kaoui
- poëzie: Amal Souiki met Je vertelde me wat ik moest doen

### 2015
- proza: Naome Al-Saqaff met De kleur geel
- poëzie: Meltem Halaceli

### 2014
- proza: Mohamed Reza met Mijn Held
- poëzie: Siham Amghar met Abdelkarim Alkhatibi

### 2013
- proza: Joost Shik Vormeer met De rechter
- poëzie: Mounia Aznou De vreemde dirigent van mijn hart